# Fratelli e sorelle d'Italia
Fratelli e sorelle d'Italia era un programma televisivo italiano condotto da Veronica Pivetti, in onda nel 2011 su LA7, dedicato ai 150 anni dell'Unità d'Italia e basato principalmente sull'intrattenimento e la comicità degli ospiti in studio, come una sorta di Zelig o Colorado dedicato ai colori del tricolore italiano. Ospiti musicali fissi della trasmissione, i Têtes de Bois hanno interpretato canzoni relative al tema di ogni puntata. I comici che hanno preso parte alla trasmissione sono stati:
- Dario Vergassola
- Paolo Hendel nel ruolo di Carcarlo Pravettoni
- Giobbe Covatta
- Ascanio Celestini
- Alessandro Mannarino
- Antonio Cornacchione
- Giovanni Cacioppo
- Lillo e Greg
- Virginia Raffaele
- Antonio Rezza
- Massimiliano Bruno
- Paolo Caiazzo
- Riccardo Rossi
- Caterina Guzzanti
- Valerio Aprea
- Rosalia Porcaro

Gli altri ospiti che sono intervenuti nella trasmissione sono stati:
- Antonio Ingroia
- Giulio Scarpati
- Pietrangelo Buttafuoco
- Andrea Purgatori
- Vinicio Capossela
- Massimo Ghini
- Carlo Lucarelli
- Francesco Pannofino

## Ascolti
| n° | Data           | Telespettatori | Share |
| -- | -------------- | -------------- | ----- |
| 1  | 10 giugno 2011 | 1.211.000      | 5,12% |
| 2  | 17 giugno 2011 | 811.000        | 3,66% |
| 3  | 24 giugno 2011 | 1.081.000      | 5,41% |
| 4  | 1º luglio 2011 | 1.019.000      | 5.17% |
| 5  | 8 luglio 2011  | 805.000        | 4.39% |
| 6  | 15 luglio 2011 | 727.000        | 4.18% |